# Traitement de surface
 (avril 2022).

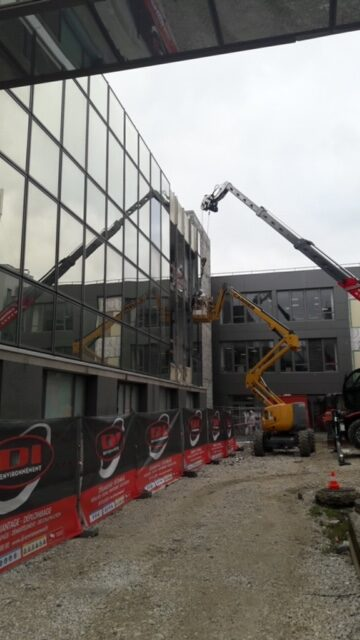
Traitement de surface d'une façade.

Un traitement de surface (TTS) est une opération mécanique, chimique, électrochimique ou physique qui a pour conséquence de modifier l'aspect ou la fonction de la surface des matériaux afin de l'adapter à des conditions d'utilisation données. Les traitements de surface jouent un rôle éminent dans le domaine de la tribologie (voir traitements anti-usure).

## Traitements mécaniques
- Aérogommage et hydrogommage
- Ébavurage
- Brunissage
- Galetage
- Grenaillage
- Sablage
- Microbillage
- Polissage

## Nettoyage des surfaces
Avant tout traitement, le nettoyage des surfaces est une phase essentielle qui a pour objet d'enlever les souillures existant à la surface des pièces et qui comprend deux opérations distinctes :
- le dégraissage qui élimine les corps gras : par des actions mécaniques, chimiques, électrolytiques ;
- le décapage qui enlève toute trace de corrosion et d'oxyde qui adhèrent à la surface des pièces et qui peuvent être éliminés par une action mécanique (sablage ou grenaillage), chimique ou électrolytique.

Ces opérations sont toujours suivies d'un rinçage.

## Revêtements métalliques

### Dépôt par voie humide
- Dépôt électrolytique ou électrodéposition :
  - galvanoplastie : argenture, dorure, nickelage, cuivrage,
  - chromage, cadmiage, rhodiage, etc. ;
- dépôt chimique statique (argenture, nickelage, cuivrage, etc.) ;
- dépôt chimique dynamique (procédé JetMetal).

### Dépôt par voie sèche

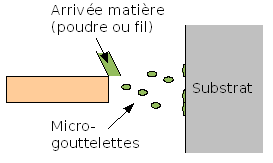
Projection thermique.

- Rechargement métallique par projection thermique
- Phase vapeur : dépôt physique PVD et dépôt chimique CVD
- Faisceaux énergétiques
- Application de feuilles métalliques : dorure, argenture, cuivrage à la feuille

### Dépôt par voie thermique
- Étamage
- Dorure et argenture au mercure
- Par immersion en métal fondu : galvanisation par le zinc, étamage et plombage

### Dépôt par projection thermique
- Hexa-plasma
- Flame-plating

## Traitements optiques
Un traitement antireflet, constitué de plusieurs couches minces de matériaux transparents, est parfois utilisé sur des vitres ou des verres de lunettes.

## Traitements de conversion
- Électrolytique (anodisation, sulfuration)
- Chimique (phosphatation, chromatation)
- Mécanique (soféisation)

## Traitements thermochimiques de diffusion
- Diffusion d'éléments non métalliques carbonitruration (dont la cémentation et la nitruration sont des cas particuliers), boruration, sulfurations, bleuissage
- Diffusion d'éléments métalliques (chromisation, aluminisation)

## Traitements par transformation structurale
- Voie thermique : fusion superficielle, trempe superficielle
- Voie mécanique : grenaillage, galetage

## Traitements organiques et organo-minéraux
- Application d'un revêtement de peinture par enduction
- Par thermolaquage
- Par électrophorèse ou cataphorèse

## Dépôt sol-gel
- Procédé sol-gel

## Divers
- Anodisation dure
- Anodisation
- Sulfinuz
- Zingage

## Contexte industriel
Les opérations de traitements de surface sont effectuées de nos jours par des petites et moyennes entreprises sous-traitantes pour le compte de grands groupes industriels dans les domaines de l'automobile, des « produits blancs », de l'aérospatiale, et pour tous secteurs de la transformation des métaux. Là où il y a du travail des métaux, usinage, forgeage, etc., il y a une étape de TTS.
Le traitement de surface est d'une façon surprenante un facteur essentiel du développement durable contrairement à l'idée reçue, le TTS accroit la durée de vie des pièces traitées, permet l'économie de matières premières et d'énergie.
Ce contexte induit des conditions de travail variées et des salaires de bon niveau. L'exposition des salariés aux substances utilisées est maitrisée par les mesures de protection collective et individuelle dans le respect des réglementations en vigueur, l'accidentologie en TTS est principalement des TMS, liée au travail à l'attache ; selon les statistiques des ministères concernés, le risque chimique vient après, même si les substances utilisées doivent être parfaitement maitrisées. Ces entreprises doivent également respecter la réglementation sur la protection de l'environnement (code de l'environnement) et les nombreux textes qui en sont issus, dont certains spécifiques à cette activité, impliquant de lourds investissements et des contraintes de fonctionnement. Le TTS est le seul secteur d'activité disposant d'une réglementation spécifique, les résultats de cette réglementation sont confortés par les statistiques du Bureau d'analyse des risques et pollutions industriels (BARPI), émises par le ministère de l'Environnement. Elles montrent clairement que le TTS représente environ 2,5 % des accidents, très loin d'autres secteurs dont certains représentent plus de 20 % des accidents écologiques.
Il existe en France un syndicat professionnel du traitement de surface : l'Union des industries des technologies des surfaces (UITS).
Les ateliers de traitements de surface sont en accord avec la législation du travail au même titre que toutes les entreprises industrielles. Ils utilisent les mêmes procédés qui sont présents dans les ateliers des grands donneurs d'ordre. Le syndicat du TTS a signé avec la CRAM des accords d'amélioration constante qui dépassent la législation du travail. Selon les sources officielles ministérielles, l'accidentologie dans les ateliers de TTS n'est pas liée à l'utilisation des produits chimiques mais principalement à la manipulation des pièces.